# Grytsjön (Nysunds socken, Närke)
Grytsjön är en sjö i Degerfors kommun i Närke och ingår i Göta älvs huvudavrinningsområde. Sjön är 2,9 meter djup, har en yta på 0,23 kvadratkilometer och är belägen 153 meter över havet. Sjön avvattnas av vattendraget Visman.

## Delavrinningsområde
Grytsjön ingår i det delavrinningsområde (657161-141591) som SMHI kallar för Inloppet i Vismen. Medelhöjden är 145 meter över havet och ytan är 15,5 kvadratkilometer. Det finns inga avrinningsområden uppströms utan avrinningsområdet är högsta punkten. Visman som avvattnar avrinningsområdet har biflödesordning 3, vilket innebär att vattnet flödar genom totalt 3 vattendrag innan det når havet efter 264 kilometer. Avrinningsområdet består mestadels av skog (81 procent) och sankmarker (10 procent). Avrinningsområdet har 0,38 kvadratkilometer vattenytor vilket ger det en sjöprocent på 2,5 procent.